# 엘리자베스 로나
엘리자베스 로나(Elizabeth Rona, 1890년 3월 20일 – 1981년 7월 27일)는 방사성 동위원소 연구로 유명한 헝가리의 핵 화학자이다. 향상된 폴로늄 시료 준비 방법을 개발한 후 그녀는 동위원소 분리 및 폴로늄 준비 분야의 선도적인 전문가로 국제적으로 인정받았다. 1914년에서 1918년 사이에 게오르크 카를 폰 헤베시와 함께 박사후 과정 연구를 하는 동안 그녀는 확산 속도가 핵종의 질량에 의존한다는 이론을 개발했다. 소수의 원자 원소만이 확인되었기 때문에 "우라늄-Y"(현재는 토륨-231 로 알려짐)의 존재에 대한 그녀의 확인은 핵 화학에 큰 공헌을 했다. 그녀는 1933년 오스트리아 과학 아카데미로부터 하이팅거 상 을 수상했다.
1941년 미국으로 이주한 후 그녀는 연구를 계속할 수 있는 Carnegie Fellowship 을 받았고 맨해튼 프로젝트에 폴로늄 추출 방법에 대한 기술 정보를 제공했다. 나중에 그녀는 Oak Ridge 원자력 연구 연구소의 핵 화학 교수가 되었으며 15년 후 마이애미 대학의 해양 과학 연구소로 옮겼다. Oak Ridge와 Miami에서 그녀는 해저 요소의 지질 연대기 와 방사성 연대 측정에 대한 작업을 계속했다.
엘리자베스 로나는 1890년 3월 20일 헝가리 부다페스트 에서 이다(말러)와 사무엘 로나 사이에서 태어났다. 그녀의 아버지는 라듐 요법의 창시자인 Louis Wickham 및 Henri-August Dominici 와 함께 일하면서 이 기술을 부다페스트에 소개하고 최초의 엑스레이 기계 중 하나를 그곳에 설치한 부유한 유대인 의사였다. 엘리자베스는 아버지처럼 의사가 되고 싶었지만, 사무엘은 여자가 하기에는 너무 어려울 것이라고 생각했다.  그는 그녀가 대학 2학년 때 사망했지만 로나의 아버지는 그녀를 격려했고 어린 시절부터 그녀의 과학에 대한 관심을 자극했다. 부다페스트 대학의 철학부에 입학하여 화학, 지구화학, 물리학을 공부하고 1912년에 박사 학위를 받았다.
로나는 1912년 베를린의 동물 생리학 연구소와 카이저 빌헬름 연구소 에서 시약 으로서의 효모를 연구하면서 박사후 과정을 시작했다. 1913년 그녀는 칼스루에 대학으로 편입하여 } 동위원소의 발견자인 파얀스의 지도 아래 8개월 동안 일했다.  1914년 여름 동안 그녀는 유니버시티 칼리지 런던( University College London )에서 공부했지만 제1차 세계 대전이 발발하자 부다페스트로 돌아왔다.  부다페스트의 화학 연구소(Budapest's Chemical Institute)에서 근무하면서 "확산 상수"에 관한 과학 논문을 완성했다. 물 속의 라돈". George de Hevesy 와 함께 일하면서 그녀는 새로운 원소 확인하라는 요청을 받았다. 다른 사람들은 원소를 확인하는 데 실패했지만  로나는 우라늄-Y를 간섭 원소로부터 분리하여 반감기가 25시간인 베타 방출체( β 방출체 )임을 증명했다. 헝가리 과학 아카데미는 그녀의 연구 결과를 발표했다. 로나는 이 연구에서 " 동위원소 표지 "와 " 추적자 "라는 용어를 처음 만들었으며, 확산 속도는 핵종의 질량에 의존한다는 점에 주목했다. 각주에 포함되어 있지만 이것은 나중에 다른 과학자들이 수행한 질량 분광학 및 중수 연구 개발의 기초였다. 그녀의 과학적 능숙함 외에도 로나는 영어, 프랑스어, 독일어 및 헝가리어를 구사했다.
1918년 헤베시가 부다페스트를 떠났을 때 부다페스트 대학의 저명한 생화학자이자 생리학자인 프란츠 탕글 은 로나에게 교수직을 제안했다. 그녀는 Tangl이 과정을 이수하기에는 지식이 부족하다고 생각한 학생들에게 화학을 가르쳤고 헝가리에서 대학 수준에서 화학을 가르친 최초의 여성이 되었다.
로나와 그녀의 어머니가 살고 있던 아파트는 1919년 공산주의자 들이 헝가리를 침공했을 때 압수되었다. 백테러 에 대항하는 동안 정치적 불안정과 공산주의적 동조자들에 대한 박해로 인해 연구소에서 점점 더 많은 작업이 로나에게 떨어졌다. Otto Hahn 이 Dahlem 과 Kaiser Wilhelm Institute로 돌아가라는 직위를 제안받았을 때 로나는 사임했다. 그녀는 베를린에서 Hahn의 직원과 합류하여 우라늄에서 이오늄 (현재는 Th-230으로 알려짐)을 분리했다. 바이마르 공화국의 초인플레이션으로 인해 그녀는 카이저 빌헬름(Kaiser Wilhelm)의 섬유 섬유 연구소(Textile Fiber Institute of Kaiser Wilhelm)로 강제 이송되었다. 당시에는 실용적인 연구가 허용된 유일한 작업이었기 때문이다. 본질적인 응용이 없는 이론적 연구는 우선순위가 아니었다. 그녀의 훈련을 통해 그녀는 보다 안정적인 헝가리로 돌아가 1923년 그곳의 직물 공장에서 일할 수 있었다. 그녀는 그 일에 관심을 두지 않고 곧 떠나 Stefan Meyer 의 요청에 따라 1924년 비엔나의 라듐 연구소 직원에 합류했다. 그곳에서 그녀의 연구는 수소선의 흡수와 범위를 측정하는 것뿐만 아니라 라듐에 대한 대체 방사성 물질로서 폴로늄 을 개발하는 데 중점을 두었다.
일찍이 1926년에 Meyer는 Irène Joliot-Curie에게 편지를 써서 로나가 자신의 실험실에서 폴로늄 샘플을 만드는 방법을 배우기 위해 그녀와 함께 일할 것을 제안했다. Hans Pettersson 이 로나의 비용을 지불할 자금을 확보할 수 있게 되자 Joliot-Curie는 그녀가 파리의 Curie Institute 에서 폴로늄 분리를 연구할 수 있도록 허락했다. 로나는 폴로늄 소스를 준비하고 알파 방출을 생성하는 향상된 방법을 개발했다.( α 방출 ). 이 분야의 전문가로 인정을 받은 그녀는 작은 폴로늄 원반과 함께 그 기술을 라듐 연구소로 가져갔다. 이 디스크를 통해 로나는 연구소의 후속 연구에 사용된 폴로늄의 실험실 표본을 만들 수 있었다.
그녀의 기술은 수요가 많았고 그녀는 Paul Bonét-Maury 의 폴로늄 기화 방법의 수정에 대해 Ewald Schmidt 와 함께 비엔나에서 많은 협력을 형성했다. Marietta Blau 와 함께 수소 광선의 사진 에멀젼;  Hans Pettersson과 함께. 1928년 Pettersson은 그녀에게 해저 퇴적물의 샘플을 분석하여 라듐 함량을 결정하도록 요청했다. 그녀가 일하고 있던 실험실이 오염되었기 때문에 그녀는 샘플을 스웨덴 Gullmarsfjorden 의 Stora Bornö 에 있는 Bornö 해양 연구 스테이션 의 해양학 실험실로 가져갔다. Berta Karlik 과 함께 우라늄, 토륨, 악티늄 붕괴의 반감기에 대한 그녀의 분석은 방사능 연대 측정과 원소 알파 입자 범위를 확인했다. 1933년에 로나와 칼릭은 오스트리아 과학 아카데미 하이팅거 상을 수상했다.
1934년, 로나는 인공 방사능 을 발견한 Joliot-Curie와 함께 파리로 돌아가 공부했다. 얼마 지나지 않아 퀴리는 죽고 로나는 병이 났지만, 이듬해 말에 비엔나로 돌아와  배운 것을 Pettersson, Elizabeth Kara-Michailova, Ernst Føyn 으로 구성된 연구원 그룹과 공유할 수 있었다. 당시 엘렌 글레디치의 조수로 일하고 있던 그들의 연구는 중성자로 방사성 핵종에 충격을 가했을 때 발생하는 효과에 대한 연구에 중점을 두었다.  1935년에 로나는 Stora Bornö에서 작업한 다음 오슬로의 Gleditsch를 방문한 다음 Hevesy를 보기 위해 코펜하겐으로 여행하고 나중에 Karlik과 Pettersson을 만나기 위해 스웨덴의 Kålhuvudet 로 여행하면서 이러한 관계 중 일부를 통합했다. 이 그룹이 몇 년 동안 작업한 프로젝트 중 하나는 수심과 라듐 함량 사이에 상관 관계가 있는지 확인하는 것이었으며, 그들의 해수 연구는 여러 위치에서 수집된 해수의 원소 농도를 평가했다.
한편으로는 러시아인을 잠식하고 다른 한편으로는 제2차 세계 대전 중 헝가리에 나치 개입에 직면하여 1941년 초에 로나는 방문 비자를 받고 미국으로 도피했다. 3개월 동안 그녀는 직업을 찾기 위해 유럽에서 함께 일했던 과학자들에게 도움을 청했지만 실직 상태였으며 스파이로 의심되었다. 미국 물리학회에서 그녀는 워싱턴 DC의 트리니티 칼리지 에서 교수직을 확보하는 데 도움을 준 오스트리아의 물리학자 칼 헤르츠펠트( Karl Herzfeld를 만났다  Carnegie Institute의 지구물리학 연구소 에서 해수와 퇴적물의 분석에 관한 연구.  1941년에서 1942년 사이에 그녀는 카네기에서 Woods Hole Oceanographic Institution 과 함께 해수와 강물의 라듐 양을 측정하는 작업을 수행했다. 1942년에 완료된 그녀의 연구는 라듐 대 우라늄의 비율이 바닷물에서 더 낮고 강물에서 더 높다는 것을 보여주었다.
캘리포니아의 로스 알토스를 여름에 방문하고 돌아온 로나 는 로체스터 대학의 광학 연구소 로부터 전쟁 작업과 폴로늄을 언급하는 모호한 전보를 받았지만 임무에 대한 세부 사항은 없었다. 로나가 전쟁 노력을 돕는 데 관심이 있지만 이민 문제가 있다고 응답했을 때 Brian O'Brien 은 사무실에 나타나 맨해튼 프로젝트의 기밀 작업의 성격을 설명했다. 그들은 그녀에게 폴로늄 추출 방법을 제안하고 화학이나 물리학에 익숙하지 않은 그녀가 사용할 수 있는 조수 유형에 대한 구체적인 지침을 제공했다.  그녀의 비시민권자 신분은 그녀 가 과학 연구 개발 사무소 (OSRD)에서 일하는 것을 방해하지 않았으며 그녀는 보상 없이 그녀의 방법을 제공했다. 프로젝트 이전에 폴로늄은 소량의 샘플에만 사용되었지만 프로젝트에서는 폴로늄과 베릴륨 을 모두 사용하여 중성자를 방출하고 원자폭탄에 필요한 핵분열 반응을 일으키도록 하는 반응을 생성할 것을 제안했다.  원소를 처리하는 데 필요한 사양에 따라 플루토늄 공장은 로스 알라모스 국립 연구소의 뉴멕시코 사막에 건설되었지만 로나에게 자세한 내용은 알려지지 않았다.
로나의 방법은 인체 방사선 실험국에서 인체 노출이 방사선에 미치는 영향을 확인하기 위해 수행한 실험의 일부로도 사용되었다. 경력 초기에 그녀는 라듐의 위험에 노출되었다. Stefan Meyer가 노출의 위험을 경시했기 때문에 보호용 방독면에 대한 로나의 요청은 거부되었다. 그녀는 자신의 돈으로 보호 장비를 구입했으며 위험이 없다고 생각했다. 방사성 물질이 담긴 유리병이 폭발하고 실험실이 오염되었을 때, 로나는 자신의 마스크가 자신을 구했다고 확신했다. 로나는 그녀의 경험에 대한 1978년 책에서 방사능을 연구하는 과학자들의 뼈, 손, 폐 손상에 대해 썼다. 그들은 장갑을 착용하지 않았고 보호 장치 없이 유리병 사이에 물질을 자주 쏟았기 때문에 엄지, 집게, 약지가 자주 손상되었다고 지적했다. 프로젝트를 둘러싼 비밀로 인해 프로젝트에 직접 참여하지 않는 과학자가 자신의 기여가 무엇에 사용되었는지 구체적으로 알고 있는지 알기가 어렵다.
로나는 1946년까지 트리니티에서 계속 가르쳤다. 1965년 오크 릿지에서 은퇴한 후 마이애미 대학교 에서 일하기 시작하여 해양 과학 연구소에서 강의를 했으며 그곳에서 10년 동안 일했다.